# Seznam juniorských vítězů na French Open
Toto je seznam juniorských vítězů na French Open. Uváděni jsou šampioni soutěží Roland Garros hraných v rámci juniorského tenisového grandslamu. Dvouhra chlapců se poprvé konala v roce 1947 a dívky se přidaly roku 1953. Deblové soutěže navázaly od sezóny 1981.  Prvním grandslamem, který hostil juniorské soutěže se roku 1922 stal Australian Open. V roce 1947 juniory poprvé přivítaly Roland Garros s Wimbledonem a poslední US Open pak v sezóně 1973.

## Přehled vítězů
| Rok | dvouhra                   | dvouhra                  | čtyřhra                                             | čtyřhra                                                     |
| Rok | junioři                   | juniorky                 | junioři                                             | juniorky                                                    |
| --- | ------------------------- | ------------------------ | --------------------------------------------------- | ----------------------------------------------------------- |
| 1947 | Jacky Brichant            | —                        | —                                                   | —                                                           |
| 1948 | Kurt Nielsen              | —                        | —                                                   | —                                                           |
| 1949 | Jean-Claude Molinari      | —                        | —                                                   | —                                                           |
| 1950 | Roland Dubuisson          | —                        | —                                                   | —                                                           |
| 1951 | Ham Richardson            | —                        | —                                                   | —                                                           |
| 1952 | Ken Rosewall ‡            | —                        | —                                                   | —                                                           |
| 1953 | Jean-Noël Grinda          | Christine Brunonová      | —                                                   | —                                                           |
| 1954 | Roy Emerson ‡             | Beatrice de Chambureová  | —                                                   | —                                                           |
| 1955 | Andrés Gimeno ‡           | Maria-Teresa Reidlová    | —                                                   | —                                                           |
| 1956 | Mustapha Belkhodja        | Elaine Launayová         | —                                                   | —                                                           |
| 1957 | Alberto Arilla            | Ilse Budingová           | —                                                   | —                                                           |
| 1958 | Butch Buchholz            | Francesca Gordigianiová  | —                                                   | —                                                           |
| 1959 | Ingo Buding               | Joan Crossová            | —                                                   | —                                                           |
| 1960 | Ingo Buding               | Françoise Dürrová ‡      | —                                                   | —                                                           |
| 1961 | John Newcombe             | Robyn Ebbernová          | —                                                   | —                                                           |
| 1962 | John Newcombe             | Kaye Deningová           | —                                                   | —                                                           |
| 1963 | Nicky Kalogeropoulos      | Monique Salfatiová       | —                                                   | —                                                           |
| 1964 | Cliff Richey              | Nicole Seghersová        | —                                                   | —                                                           |
| 1965 | Gerald Battrick           | Esme Emanuelová          | —                                                   | —                                                           |
| 1966 | Vladimir Korotkov         | Odile de Roubinová       | —                                                   | —                                                           |
| 1967 | Patrick Proisy            | Corinne Molesworthová    | —                                                   | —                                                           |
| 1968 | Phil Dent                 | Lesley Huntová           | —                                                   | —                                                           |
| 1969 | Antonio Muñoz             | Kazuko Sawamacuová       | —                                                   | —                                                           |
| 1970 | Juan Herrera              | Veronica Burtonová       | —                                                   | —                                                           |
| 1971 | Corrado Barazzutti        | Jelena Granaturovová     | —                                                   | —                                                           |
| 1972 | Christopher Mottram       | Renáta Tomanová          | —                                                   | —                                                           |
| 1973 | Víctor Pecci              | Mima Jaušovecová ‡       | —                                                   | —                                                           |
| 1974 | Christophe Casa           | Mariana Simionescuová    | —                                                   | —                                                           |
| 1975 | Christophe Roger-Vasselin | Regina Maršíková         | —                                                   | —                                                           |
| 1976 | Heinz Günthardt           | Michelle Tylerová        | —                                                   | —                                                           |
| 1977 | John McEnroe              | Anne Smithová            | —                                                   | —                                                           |
| 1978 | Ivan Lendl ‡              | Hana Mandlíková ‡        | —                                                   | —                                                           |
| 1979 | Rameš Krišnan             | Lena Sandinová           | —                                                   | —                                                           |
| 1980 | Henri Leconte             | Kathleen Horvathová      | —                                                   | —                                                           |
| 1981 | Mats Wilander ‡           | Bonnie Gaduseková        | Barry Moir Michael Robertson                        | Sophie Amiachová Corinne Vanierová                          |
| 1982 | Tarik Benhabiles          | Manuela Malejevová       | Pat Cash John Frawley                               | Beth Herrová Janet Lagasseová                               |
| 1983 | Stefan Edberg             | Pascale Paradisová       | Mark Kratzmann Simon Youl                           | Carin Anderholmová Helena Olssonová                         |
| 1984 | Kent Carlsson             | Gabriela Sabatini        | Luke Jensen ‡ Patrick McEnroe ‡                     | Digna Ketelaarová Simone Schilderová                        |
| 1985 | Jaime Yzaga               | Laura Garroneová         | Petr Korda Cyril Suk                                | Mariana Pérez Roldánová Patricia Tarabiniová                |
| 1986 | Guillermo Pérez Roldán    | Patricia Tarabiniová     | Franco Davín Guillermo Pérez Roldán                 | Leila Meschiová Nataša Zverevová ‡                          |
| 1987 | Guillermo Pérez Roldán    | Nataša Zverevová †       | Jim Courier Jonathan Stark ‡                        | Natalija Medveděvová Nataša Zverevová ‡                     |
| 1988 | Nicolás Pereira           | Julie Halardová          | Jason Stoltenberg Todd Woodbridge ‡                 | Alexia Dechaumeová Emmanuelle Derlyová                      |
| 1989 | Fabrice Santoro           | Jennifer Capriatiová ‡   | Johan Anderson Todd Woodbridge ‡                    | Nicole Prattová Wang Š'-tching                              |
| 1990 | Andrea Gaudenzi           | Magdalena Malejevová     | Sébastien Lareau Sébastien Leblanc                  | Ruxandra Dragomirová Irina Spîrleaová                       |
| 1991 | Andrij Medveděv           | Anna Smašnovová          | Thomas Enqvist Magnus Martinelle                    | Eva Besová Inés Gorrochateguiová                            |
| 1992 | Andrei Pavel              | Rossana de los Ríosová   | Enrique Abaroa Grant Doyle                          | Laurence Courtoisová Nancy Feberová                         |
| 1993 | Roberto Carretero         | Martina Hingisová        | Steven Downs James Greenhalgh                       | Laurence Courtoisová Nancy Feberová                         |
| 1994 | Jacobo Díaz               | Martina Hingisová        | Gustavo Kuerten Nicolás Lapentti                    | Martina Hingisová ‡ Henrieta Nagyová                        |
| 1995 | Mariano Zabaleta          | Amélie Cocheteuxová      | Raemon Sluiter Peter Wessels                        | Corina Morariuová Ludmila Varmužová                         |
| 1996 | Alberto Martín            | Amélie Mauresmová        | Sébastien Grosjean Olivier Mutis                    | Alice Canepaová Giulia Casoniová                            |
| 1997 | Daniel Elsner             | Justine Heninová ‡       | José de Armas Luis Horna ‡                          | Cara Blacková Irina Seljutinová                             |
| 1998 | Fernando González         | Naděžda Petrovová        | José de Armas Fernando González                     | Kim Clijstersová ‡ Jelena Dokićová                          |
| 1999 | Guillermo Coria           | Lourdes Domínguez Linová | Irakli Labadze Lovro Zovko                          | Flavia Pennettaová Roberta Vinciová ‡                       |
| 2000 | Paul-Henri Mathieu        | Virginie Razzanová       | Marc López ‡ Tommy Robredo                          | María José Martínez Sánchezová Anabel Medina Garriguesová ‡ |
| 2001 | Carlos Cuadrado           | Kaia Kanepiová           | Alejandro Falla Carlos Salamanca                    | Petra Cetkovská Renata Voráčová                             |
| 2002 | Richard Gasquet           | Angelique Widjajaová     | Markus Bayer Philipp Petzschner                     | Anna-Lena Grönefeldová Barbora Strýcová                     |
| 2003 | Stanislas Wawrinka ‡      | Anna-Lena Grönefeldová   | Dudi Sela György Balázs                             | Marta Fraga Pérezová Adriana González-Peñasová              |
| 2004 | Gaël Monfils              | Sesil Karatančevová      | Pablo Andújar Marcel Granollers                     | Kateřina Böhmová Michaëlla Krajiceková                      |
| 2005 | Marin Čilić               | Ágnes Szávayová          | Emiliano Massa Leonardo Mayer                       | Viktoria Azarenková Ágnes Szávayová                         |
| 2006 | Martin Kližan             | Agnieszka Radwańská      | Emiliano Massa Kei Nišikori                         | Sharon Fichmanová Anastasija Pavljučenkovová                |
| 2007 | Uladzimir Ignatik         | Alizé Cornetová          | Thomas Fabbiano Andrej Karatčenja                   | Xenija Milevská Urszula Radwańská                           |
| 2008 | Jang Cung-chua            | Simona Halepová ‡        | Henri Kontinen Christopher Rungkat                  | Polona Hercogová Jessica Mooreová                           |
| 2009 | Daniel Berta              | Kristina Mladenovicová   | Marin Draganja Dino Marcan                          | Elena Bogdanová Noppavan Lertčívakarnová                    |
| 2010 | Agustín Velotti           | Elina Svitolinová        | Duilio Beretta Roberto Quiroz                       | Tímea Babosová ‡ Sloane Stephensová                         |
| 2011 | Bjorn Fratangelo          | Ons Džabúrová            | Andrés Artuñedo Roberto Carballés                   | Irina Chromačovová Maryna Zanevská                          |
| 2012 | Kimmer Coppejans          | Annika Becková           | Andrew Harris Nick Kyrgios                          | Darja Gavrilovová Irina Chromačovová                        |
| 2013 | Christian Garín           | Belinda Bencicová        | Kyle Edmund Frederico Ferreira Silva                | Barbora Krejčíková ‡ Kateřina Siniaková ‡                   |
| 2014 | Andrej Rubljov            | Darja Kasatkinová        | Benjamin Bonzi Quentin Halys                        | Ioana Ducuová Ioana Loredana Roșcová                        |
| 2015 | Tommy Paul                | Paula Badosová           | Álvaro López San Martín Jaume Munar                 | Miriam Kolodziejová Markéta Vondroušová                     |
| 2016 | Geoffrey Blancaneaux      | Rebeka Masárová          | Jišaj Oli'el Patrik Rikl                            | Paula Arias Manjónová Olga Danilovićová                     |
| 2017 | Alexei Popyrin            | Whitney Osuigweová       | Nicola Kuhn Zsombor Piros                           | Bianca Andreescuová Carson Branstineová                     |
| 2018 | Ceng Čchun-sin            | Coco Gauffová ‡          | Ondřej Štyler Naoki Tajima                          | Caty McNallyová Iga Świąteková                              |
| 2019 | Holger Vitus Nødskov Rune | Leylah Fernandezová      | Matheus Pucinelli de Almeida Thiago Agustín Tirante | Chloe Becková Emma Navarrová                                |
| 2020 | Dominic Stricker          | Elsa Jacquemotová        | Flavio Cobolli Dominic Stricker                     | Eleonora Alvisiová Lisa Pigatová                            |
| 2021 | Luca Van Assche           | Linda Nosková            | Arthur Fils Giovanni Mpetshi Perricard              | Alexandra Ealaová Oxana Selechmetěvová                      |
| 2022 | Gabriel Debru             | Lucie Havlíčková         | Edas Butvilas Mili Poljičak                         | Sára Bejlek Lucie Havlíčková                                |
| 2023 | Dino Prižmić              | Alina Kornějevová        | Jaroslav Děmin Rodrigo Pacheco Méndez               | Tyra Caterina Grantová Clervie Ngounoueová                  |
| 2024 | Kaylan Bigun              | Tereza Valentová         | Nicolai Budkov Kjær Joel Schwärzler                 | Renáta Jamrichová Tereza Valentová                          |
| 2025 | Niels McDonald            | Lilli Taggerová          | Oskari Paldanius Alan Ważny                         | Eva Bennemannová Sonja Zhenikhovová                         |
| ‡ – vítěz juniorského i seniorského turnaje † – vítěz juniorského turnaje a finalista seniorského turnaje Stefan Edberg získal jako jediný junior kalendářní grandslam |                           |                          |                                                     |                                                             |